# Macrobiotus ocotensis
Espèce
Macrobiotus ocotensis est une espèce de tardigrades de la famille des Macrobiotidae.

## Distribution
Cette espèce est endémique du Mexique.

## Étymologie
Son nom d'espèce, composé de ocot[e] et du suffixe latin -ensis, « qui vit dans, qui habite », lui a été donné en référence au lieu de sa découverte.

## Publication originale
- Pilato, 2006 : Remarks on the Macrobiotus polyopus group, with the description of two new species (Eutardigrada, Macrobiotidae). Zootaxa, no 1298, p. 37-47.